# Xã Casco, Quận Allegan, Michigan
Xã Casco (tiếng Anh: Casco Township) là một xã thuộc quận Allegan, tiểu bang Michigan, Hoa Kỳ. Năm 2010, dân số của xã này là 2.823 người.